# Сокк, Тийт
Тийт Сокк (эст. Tiit Sokk; 15 ноября 1964, Таллин, Эстонская ССР, СССР) — советский и эстонский баскетболист, олимпийский чемпион, заслуженный мастер спорта СССР (1988). Разыгрывающий защитник.
Окончил Таллинский спортивный интернат (1983), Таллинский политехнический институт (1984).

## Биография
Сын баскетбольного тренера.
- Олимпийский чемпион 1988 в составе сборной СССР
- Двукратный серебряный призёр чемпионатов мира в составе сборной СССР (1986 и 1990)
- Бронзовый призёр чемпионата Европы 1989 года в составе сборной СССР
- Чемпион СССР 1991 в составе таллинского «Калева»

Завершил карьеру игрока в 1998 году.
В 1999—2004 и 2005—2008 — главный тренер таллинского клуба Нюбит.
В 2003, 2004−2006 — главный тренер мужской сборной Эстонии по баскетболу.
В настоящее время — директор основанной им детско-юношеской баскетбольной школы в Таллине.
Сыновья Тийта Танел и Стэн-Тимму — также профессиональные баскетболисты.

## Карьера
- 1981−84, 1986−1991, 1996−1997 — «Калев» (Таллин)
- 1984−1986 — «Динамо» (Москва)
- 1992−1996 — «Панатинаикос» (Афины, Греция)
- 1997−1998 — «Арис» (Салоники, Греция)

## Награды
- Орден Эстонского Красного Креста II класса (2 февраля 2005 года)[1]
- Благодарность Президента Российской Федерации (21 декабря 2006 года, Россия) — за заслуги в укреплении дружественных отношений и развитии сотрудничества между государствами в области спорта[2]